# Muhammad Reza Agachi
Muhammad Reza Agachi (* 1809; † 1874) war ein choresmischer beziehungsweise chiwaer Dichter. Verse des Dichters sind in Kartuschen in die aus Marmor gestalteten steinernen Basen der Pfeiler der Iwane im Harem des Palastes Tasch Hauli eingearbeitet. Diese erzählen Episoden aus der Geschichte der Khane Chiwas.
Muhammad Reza Agachi war unter dem Khan Alla Kuli Verwalter der Bewässerungskanäle. Berühmt wurde er durch lehrreiche Chroniken über das Khanat Chiwa.